# Орнаго
Орна̀го (на италиански: Ornago, на западноломбардски: Urnàg, Урнаг) е малко градче и община в Северна Италия, провинция Монца и Брианца, регион Ломбардия. Разположено е на 193 m надморска височина. Населението на общината е 4670 души (към 2010 г.).
До 2004 г. общината е част от провинция Милано.